# Cmentarz parafialny w Racławicach
Cmentarz parafialny w Racławicach – jedna z najstarszych nekropolii powiatu niżańskiego usytuowana przy drodze krajowej nr 77. Na jej terenie znajduje się ponad 80 zabytkowych nagrobków pochodzących z XIX i początku XX wieku.

## Historia
Cmentarz parafialny został założony w początkach XIX wieku na wschodnich rubieżach Racławic, zastępując cmentarz kościelny znajdujący się przy kościele św. Stanisława Biskupa i Męczennika. Należy do nekropolii, które utworzono po ogłoszeniu przez cesarza Józefa II Habsburga dekretu z 11 grudnia 1783 r. w sprawie likwidacji cmentarzy przykościelnych i dokonywania pogrzebów poza terenami zamieszkałymi.

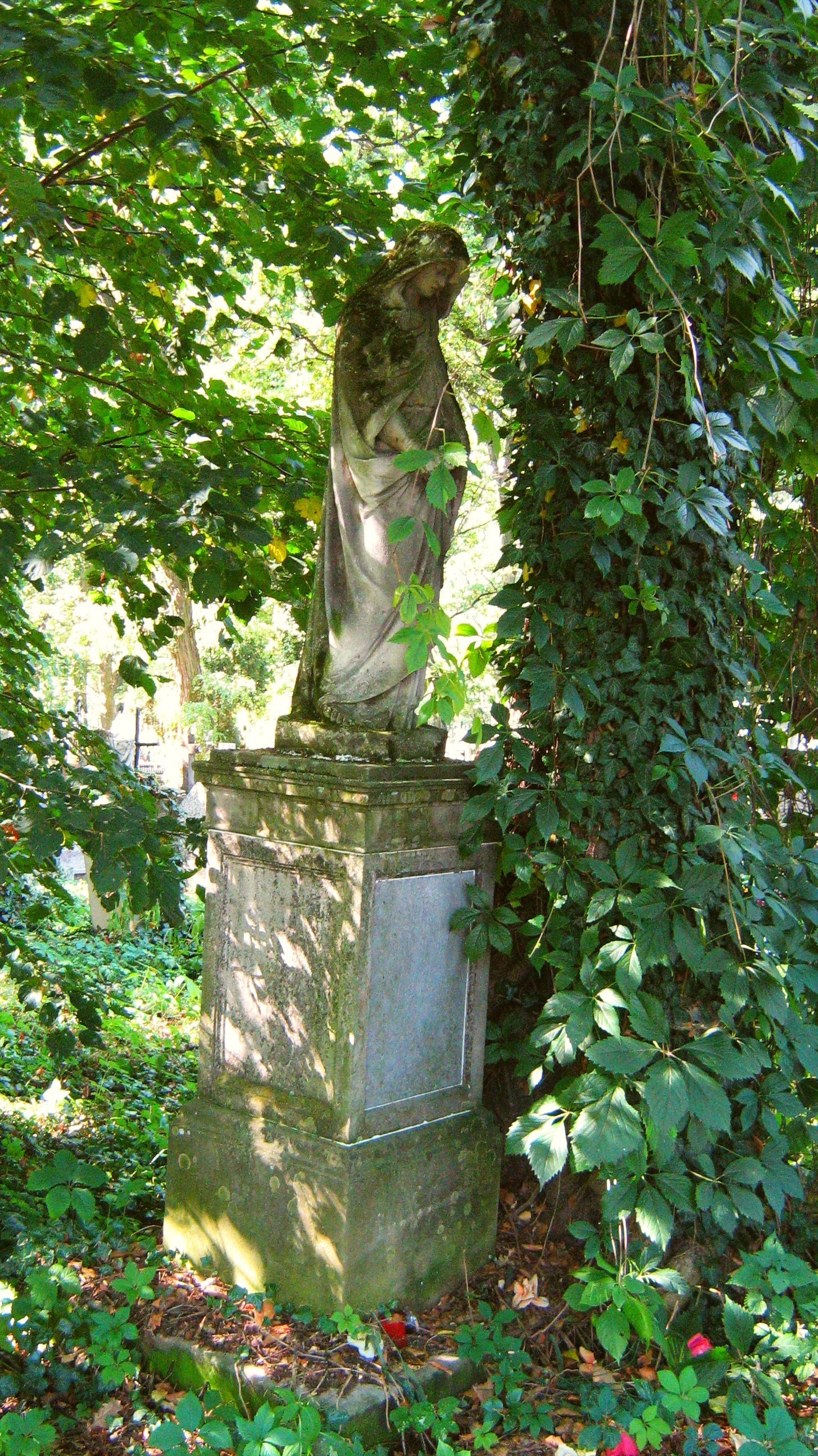
Figura nagrobna z 1896 r.
na grobie Amalii Piotrowskiej, właścicielki Przędzela

Obiekt jest dalej czynny i służy obecnie jako miejsce pochówku mieszkańców Racławic, Woliny, Nowej Wsi i Niska-Podwoliny.
Najstarszy nagrobek z zachowaną inskrypcją pochodzi z 1834 r. i posiada formę kolumny doryckiej.
Część rzeźb nagrobnych odznacza się oryginalnością i wysokimi walorami artystycznymi. Znamienite dzieła wykonali rzeźbiarze krakowscy, rzeszowscy, radomscy, przemyscy i rozwadowscy, m.in. Ferdynand Majerski, Michał Jękot i rodzina Janików.

## Pochowani na cmentarzu parafialnym w Racławicach
Na cmentarzu parafialnym znajdują się groby uczestników powstania styczniowego m.in. Jana Gisgesa Gawrońskiego. Pochowano tu wielu urzędników powiatu niżańskiego, właścicieli majątków ziemskich oraz osoby pracujące na dworze hr. Oliviera i Marii Rességuier de Miremont, m.in. Klemensa Kostheima, Euzebiusza Gruszkiewicza, Franciszka Watzkę, Władysława Freundlicha, Jana i Amalię Piotrowskich, Józefa i Katarzynę Raychlów, Johanna Kračka, Macieja Majera, a także lekarzy i farmaceutów: Stanisława Bresiewicza, Jana Lubicza Woytkowskiego, Leona i Janinę Koreckich.
Miejsce spoczynku mają tu posłowie II Rzeczypospolitej: Wojciech Marchut i Tomasz Bartoszek i Sejmu Krajowego: Marcin Stupczy oraz księża: Józef Günther, Wojciech Sapecki, Franciszek Zmarzły, Bronisław Wasyl, Marian Marchut i Mieczysław Porawski.
Spoczywają tutaj osoby zasłużone dla Polski i regionu niżańskiego, uczestnicy walk w trakcie I i II wojny światowej, wojny polsko-bolszewickiej, żołnierze Armii Krajowej oraz działacze społeczni, m.in.: nieznani żołnierze Września 1939 r., rodzina Szojów, Walenty i Wawrzyniec Hetnarowie, Henryk Radziński, Józef Piłat, Walenty Koza, Karol Bis, Wojciech Maziarz oraz rodzina Mireckich.